# Allgemeines bürgerliches Gesetzbuch

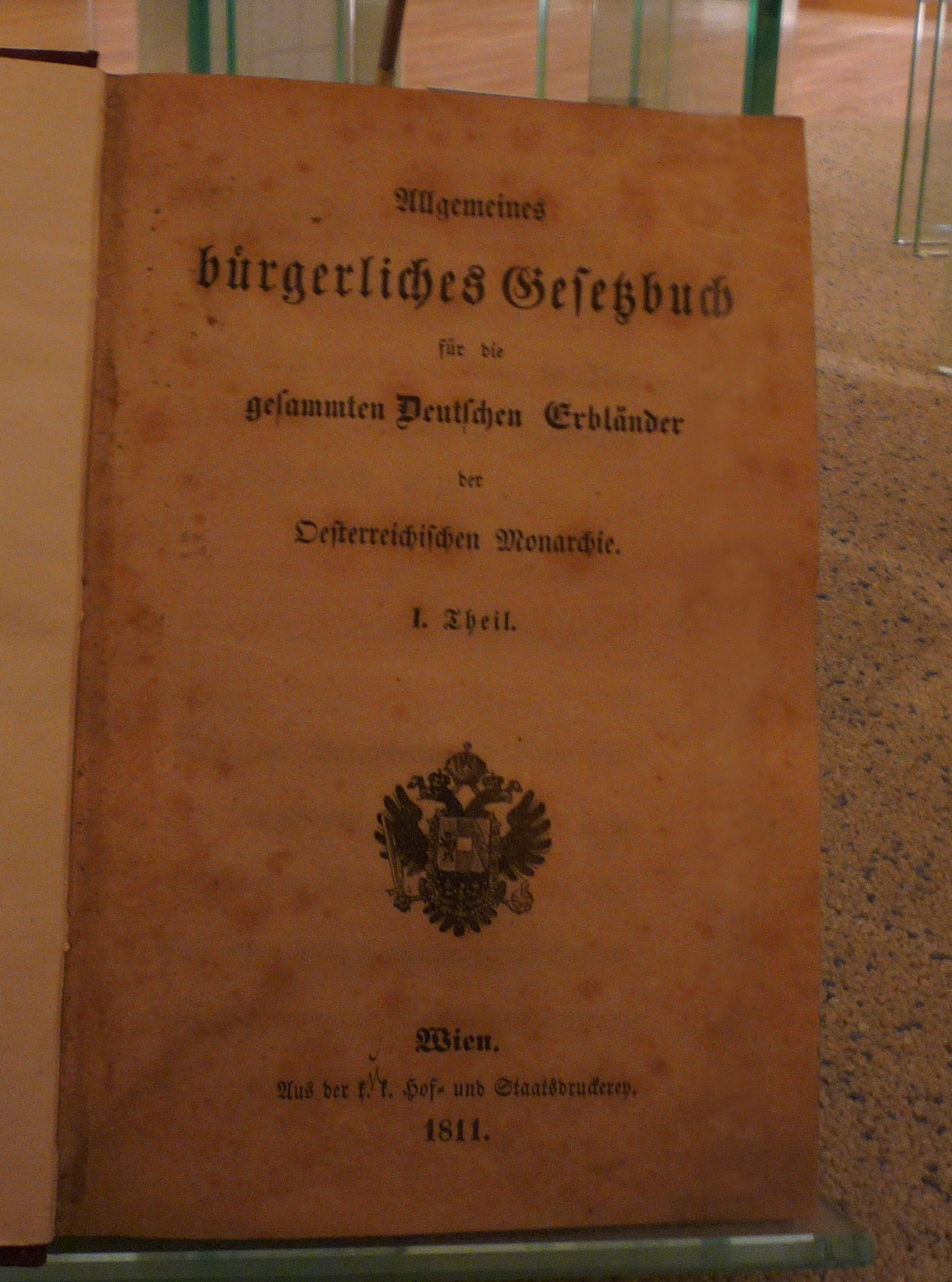
Titelblatt der ABGB-Ausgabe von 1811, ausgestellt im Heeresgeschichtlichen Museum in Wien

Das Allgemeine bürgerliche Gesetzbuch (ABGB) ist die 1812 in den „deutschen Erbländern“ des Kaisertums Österreich in Kraft getretene und auch heute noch geltende wichtigste Kodifikation des Zivilrechts in Österreich und ist damit auch das älteste gültige Gesetzbuch des deutschen Rechtskreises. Es heißt „allgemein“, weil es für alle Personen in seinem Geltungsbereich, im Gegensatz zum gemeinen Recht, einheitlich und verbindlich gilt. „Bürgerliches Recht“ bedeutet nach § 1 ABGB, dass das ABGB die „Privat-Rechte und Pflichten der Einwohner des Staates unter sich“ regelt.

## Geschichte

### Entstehung
Die Vorarbeiten zu einer Kodifizierung des österreichischen Zivilrechts begannen bereits Mitte des 18. Jahrhunderts mit dem Codex Theresianus (1766) und dem darauf folgenden Entwurf Hortens (1774), die sich jeweils stark am Gemeinen Recht orientierten, aber auch naturrechtliche Einflüsse enthielten. Mit Ausnahme des personenrechtlichen Teils des Entwurfs Horten, der am 1. Jänner 1787 als Josephinisches Gesetzbuch (1786 noch als Teil-ABGB) in Kraft trat, erlangten sie allerdings keine Gesetzeskraft. Ende des 18. Jahrhunderts erarbeitete Karl Anton von Martini einen neuen Entwurf für eine Kodifizierung, der sich systematisch auf das Naturrecht gründete. Dieser erlangte als Westgalizisches Gesetzbuch zunächst testweise in Westgalizien Geltung und als Ostgalizisches Gesetzbuch dann auch für Ostgalizien. Mit Beginn des 19. Jahrhunderts wurde dieses als „Urentwurf“ von der Hofkommission für Gesetzsachen unter maßgeblicher Mitwirkung Franz von Zeillers, einem Schüler Martinis, im Auftrag Franz II. überarbeitet und als ABGB per kaiserlichem Patent (Gesetz) am 1. Juni 1811 kundgemacht. Es trat mit 1. Jänner 1812 mit der Wirkung in Kraft, dass sämtliche Gesetze und Gewohnheitsrechte mit Bezug auf das Allgemeine bürgerliche Recht außer Kraft gesetzt wurden.

### Entwicklung des Geltungsbereiches
Der Geltungsbereich des ABGB umfasste die gesamten Deutschen Erbländer der Österreichischen Monarchie, worunter all jene Länder verstanden wurden, die nicht zur ungarischen Krone gehörten (Cisleithanien). Ab 1853 wurde es als Folge der Reichsverfassung 1849 und der anschließenden Verfassungsgrundsätze (RGBl. 4/1852 Nr. 33 der Beilage) auch in Kroatien-Slawonien, Ungarn, im Temescher Banat, in der serbischen Vojvodina (RGBl. 246/1852) und in Siebenbürgen (RGBl. 99/1853) in Kraft gesetzt, in Ungarn hingegen bereits 1861 als Folge des Oktoberdiploms und der Autonomiebestrebungen Ungarns wieder außer Kraft gesetzt (Képviselőházi irományok, 1861, I. Kötet, 11. sz.). Der Zerfall der Österreichisch-Ungarischen Monarchie hatte keine sofortigen Auswirkungen auf den Geltungsbereich des ABGB. Es bestand in den Nachfolgestaaten, etwa in Österreich (StGBl 140/1920), das nun auch aus dem Burgenland bestand, in Teilen der Tschechoslowakei (Nr. 11/1918 Sb.), Polens, Rumäniens, und im Königreich Jugoslawien zunächst unverändert fort. In Österreich blieb das ABGB nach dem Anschluss an das deutsche Reich in Kraft (RGBl I S 237/1938) und behielt diese auch nach dem Zweiten Weltkrieg (StGBl 6/1945) bis heute. In Siebenbürgen wurde das ABGB in den 1940er Jahren (Gesetz Nr. 389/22.06.1943) großteils außer Kraft gesetzt. In der Tschechoslowakei galt das ABGB bis nach dem Zweiten Weltkrieg weiter (Ústavní dekret č. 11/1944), wurde aber schließlich durch das neue tschechische Zivilgesetz (Nr. 141/1950 Sb.) und Arbeitsgesetz (Nr. 65/1965 Sb.) außer Kraft gesetzt. In Polen wurden einige Bestimmungen des ABGB mit dem Inkrafttreten des polnischen Obligationenrechts aufgehoben (Dz.U. 1933 nr 82 poz. 599) bis es schließlich 1946 durch mehrere Dekrete vollständig außer Kraft gesetzt wurde. In Jugoslawien blieb das ABGB noch bis zu dessen Zerfall 1991 eine immer kleiner werdende subsidiäre Rechtsquelle. In Kroatien ist es noch heute subsidiäre Rechtsquelle.

### Inhaltliche Änderungen
In den ersten hundert Jahren seit dem Inkrafttreten 1812 wurde kaum in das ABGB eingegriffen. Die wenigen Änderungen betrafen vor allem Bestimmungen, die sich auf die Religion einer Person bezogen. Erst die drei Teilnovellen zum ABGB von 1914 (RGBl. 276/1914), 1915 (RGBl. 208/1915) und 1916 (RGBl. 69/1916) brachten in fast allen Bereichen des ABGB kleinere und größere Änderungen. Betrafen die Änderungen in der ersten Teilnovelle das Familien- und Erbrecht wie z. B. die Verbesserung der Rechtsstellung unehelicher Kinder und jene in der zweiten Teilnovelle die Erneuerung und Berichtigung von Grundstücksgrenzen, so wurden durch die dritte Teilnovelle vor allem größere Teile des Schuldrechts nach dem Vorbild des deutschen BGB und des schweizerischen OR novelliert, wie z. B. der Lohnvertrag in den Dienst- und Werkvertrag unterteilt, die Auslobung und der Vertrag zugunsten Dritter eingefügt und Teile des Vertrags- und des Schadenersatzrechts verändert. In der Zwischenkriegs- und NS-Zeit veränderte sich das ABGB wenig. Bedeutende Änderungen in der Zwischenkriegszeit waren etwa die Herabsetzung der Altersgrenzen der Minderjährigkeit (StGBl. 96/1919) und während der NS-Zeit etwa die Abschaffung der Fideikommisse (RGBl. I S 825/1938). Darüber hinaus wurden durch die Übernahme des deutschen Ehegesetzes (RGBl. I S 807/1938), womit etwa die obligatorische Zivilehe in Österreich Einzug fand, große Teile des im ABGB geregelten Eherechts aufgehoben. Nach dem 2. Weltkrieg kam es vor allem im Personenrecht zu umfassenden Änderungen. Im Zuge der Großen Familienrechtsreform kam es etwa zu einer Verbesserung der Rechtsstellung des unehelichen Kindes (BGBl. 342/1970) und zur Gleichstellung von Mann und Frau in der Ehe (BGBl. 412/1975) und im Verhältnis zu ihren ehelichen Kindern (BGBl. 403/1977), in den 2000er Jahren etwa zu einer Stärkung der Rechte von Kindern gegenüber ihren Eltern, z. B durch das Erfordernis der Einwilligung des entscheidungsfähigen Kindes in medizinische Behandlungen oder das Kontaktrecht (BGBl. I 135/2000) und 2013 z. B zu einer weiteren Liberalisierung des Namensrechts, zu Erleichterungen in Bezug auf die gemeinsame Obsorge und einer teilweisen Neueinordnung der Bestimmungen des Personenrechts (BGBl. I 15/2013). Änderungen brachten etwa auch die Einführung der eingetragenen Partnerschaft, wie z. B im Erbrecht (BGBl. I Nr. 135/2009), die Umänderung der Sachwalterschaft in eine Erwachsenenvertretung (BGBl. I 59/2017) oder auch die neuen Möglichkeiten der Fortpflanzungsmedizin (BGBl. 275/1992). Größere Änderungen im (dinglichen und persönlichen) Sachenrecht dienten etwa der Modernisierung des Darlehensvertrages (BGBl. I 28/2010), der Gesellschaft bürgerlichen Rechts (BGBl. I 83/2014) und des Erbrechts (BGBl. I 87/2015). Kleinere Änderungen betrafen etwa den Tierschutz, wie z. B. die Klarstellung, dass Tiere keine Sachen sind (BGBl. 179/1988), oder den Verbraucherschutz, wie z. B. bei unbestellter Zustellung von Waren (BGBl. I 6/1997). Einige Änderungen dienten auch der Umsetzung von EU-Richtlinien, wie z. B. der Zahlungsverzugs- (BGBl. I 50/2013), der Verbraucherrechte- (BGBl. I 33/2014) und der Warenkaufrichtlinie (BGBl. I 175/2021).

## Charakter und Bedeutung des ABGB
Das ABGB ist die Grundlage des Zivilrechtssystems in Österreich und damit neben dem französischen Code civil die zweitälteste in Kraft stehende, von vernunftrechtlichen Gedanken geprägte Zivilrechtskodifikation. Das Gesetz verinnerlichte das Formideal der naturrechtlich-systematischen Kodifikationsidee und hielt sich klar, kurz und prinzipienorientiert. Im Gegensatz zum achtzehn Jahre zuvor erlassenen preußischen ALR hatte das ABGB die ständischen Unterschiede der Gesellschaft unter den Vorbehalt politischer Gesetze gestellt und aus der Systematik des Gesetzeswerkes ausgeklammert. In dieser Hinsicht bedurfte es später keiner Anpassungen, als sich der Wandel zu einer Gesellschaft gleichberechtigter Bürger im Laufe des 19. Jahrhunderts schließlich vollzog. Die Gesetzessystematik selbst betreffend, unterschied sich das ABGB vom prALR deutlich auch in dem Punkt, dass es keine detaillierten Einzelfallregelungen aufstellte. Das galt auch für Regelungen, die nur in einzelnen Ländern vorhanden waren (Partikularrecht), wie z. B. das Regelwerk des Landschadenbundes, dessen Beibehaltung (wie es in älteren Gesetzen erfolgt war), ausdrücklich vorgeschlagen wurde. Die Bestimmungen des ABGB waren bewusst abstrakt formuliert, damit der Richter bei seiner Entscheidung rechtlichen Entwicklungsspielraum für die Anpassung an sich wandelnde Gesellschaftsverhältnisse erhält.

## Einteilung des ABGB
Die Einteilung des ABGB folgt dem iustinianischen Institutionensystem. Es ist dementsprechend in zwei große Sachgebiete, personae (Personenrecht) und res (Sachenrecht) und einen gemeinsamen Teil unterteilt. Die österreichische Rechtswissenschaft lehrt das Zivilrecht allerdings nach dem Pandektensystem.

### Grundstruktur des ABGB
- Präambel/Promulgationsklausel
- Einleitung: Von den bürgerlichen Gesetzen überhaupt (enthält nach dem Pandektensystem Teile des Allgemeinen Teils)
- Haupteinteilung des bürgerlichen Rechts:
  1. Teil: Von dem Personenrechte. (enthält nach dem Pandektensystem Teile des Allgemeinen Teils und des Familienrechts)
    1. Hauptstück: Von den Rechten, welche sich auf persönliche Eigenschaften und Verhältnisse beziehen.
    2. Hauptstück: Von dem Eherechte.
    3. Hauptstück: Rechte zwischen Eltern und Kindern
      1. Abschnitt: Allgemeine Bestimmungen
      2. Abschnitt: Abstammung des Kindes
      3. Abschnitt: Name
      4. Abschnitt: Obsorge
      5. Abschnitt: Sonstige Rechte und Pflichten
      6. Abschnitt: Annahme an Kindesstatt

    4. Hauptstück: Von der Obsorge einer anderen Person
    5. Hauptstück: Kindesunterhalt
    6. Hauptstück: Von der Vorsorgevollmacht und der Erwachsenenvertretung
      1. Abschnitt: Allgemeine Bestimmungen
      2. Abschnitt: Vorsorgevollmacht
      3. Abschnitt: Gewählter Erwachsenenvertreter
      4. Abschnitt: Gesetzlicher Erwachsenenvertreter
      5. Abschnitt: Gerichtlicher Erwachsenenvertreter

    7. Hauptstück: Von der Kuratel.

  2. Teil: Von dem Sachenrechte. (enthält nach dem Pandektensystem das Sachenrecht, Erbrecht und Teile des Allgemeinen Teils, Familienrechts und des Schuldrechts)
    1. Abteilung: Von den dinglichen Rechten.
      1. Hauptstück: Von dem Besitze.
      2. Hauptstück: Von dem Eigenthumsrechte.
      3. Hauptstück: Von der Erwerbung des Eigenthumes durch Zueignung.
      4. Hauptstück: Von Erwerbung des Eigenthumes durch Zuwachs.
      5. Hauptstück: Von Erwerbung des Eigenthumes durch Uebergabe.
      6. Hauptstück: Von dem Pfandrechte.
      7. Hauptstück: Von Dienstbarkeiten (Servituten)
      8. Hauptstück: Vom Erbrecht allgemein
      9. Hauptstück: Gewillkürte Erbfolge
      10. Hauptstück: Von der Ersatz- und Nacherbschaft
      11. Hauptstück: Vermächtnisse
      12. Hauptstück: Von der Einschränkung und Aufhebung des letzten Willens
      13. Hauptstück: Von der gesetzlichen Erbfolge
      14. Hauptstück: Vom Pflichtteil und der Anrechnung auf den Pflichtteil
      15. Hauptstück: Erwerb einer Erbschaft
      16. Hauptstück: Von der Gemeinschaft des Eigenthumes und anderer dinglichen Rechte.

    2. Abteilung: Von den persönlichen Sachenrechten.
      1. Hauptstück: Von Verträgen und Rechtsgeschäften überhaupt.
      2. Hauptstück: Von Schenkungen.
      3. Hauptstück: Von dem Verwahrungsvertrage.
      4. Hauptstück: Von dem Leihvertrage.
      5. Hauptstück: Von dem Darleihensvertrage.
      6. Hauptstück: Von der Bevollmächtigung und andern Arten der Geschäftsführung.
      7. Hauptstück: Von dem Tauschvertrage.
      8. Hauptstück: Von dem Kaufvertrage.
      9. Hauptstück: Von Bestand- Erbpacht- und Erbzins-Verträgen.
      10. Hauptstück: Von Verträgen über Dienstleistungen
      11. Hauptstück: Von der Gesellschaft bürgerlichen Rechts
        1. Abschnitt: Allgemeine Bestimmungen
        2. Abschnitt: Rechtsverhältnisse der Gesellschafter untereinander
        3. Abschnitt: Rechtsverhältnisse zu Dritten
        4. Abschnitt: Gesellschafternachfolge
        5. Abschnitt: Umwandlung
        6. Abschnitt: Auflösung
        7. Abschnitt: Liquidation

      12. Hauptstück: Von den Ehepakten und dem Anspruch auf Ausstattung
      13. Hauptstück: Von den Glücksverträgen.
      14. Hauptstück: Von dem Rechte des Schadensersatzes und der Genugthuung.

  3. Teil: Von den gemeinschaftlichen Bestimmungen der Personen- und Sachenrechte. (enthält nach dem Pandektensystem Teile des Allgemeinen Teils und des Schuldrechts)
    1. Hauptstück: Von Befestigung der Rechte und Verbindlichkeiten.
    2. Hauptstück: Von Umänderung der Rechte und Verbindlichkeiten.
    3. Hauptstück: Von Aufhebung der Rechte u. Verbindlichkeiten.
    4. Hauptstück: Von der Verjährung und Ersitzung.
    5. Hauptstück

## Gesetzestext
Den aktuellen Gesetzestext des ABGB (und das gesamte geltende österreichische Bundesrecht) findet man im Rechtsinformationssystem des Bundes (siehe Weblinks) des Bundeskanzleramtes. Soweit der Text aus der ursprünglichen Fassung stammt, ist er auch nach der damaligen Schreibweise wiedergegeben. Insbesondere bei den Bestimmungen aus der Stammfassung gilt es, den historischen Sprachgebrauch bei der Interpretation zu beachten (z. B. „Genugtuung“ = Schadenersatz).

## Ausstrahlung
Das ABGB wurde vielfach rezipiert, so z. B. in Liechtenstein (FL-ABGB), der Türkei (die allerdings unter Atatürk das schweizerische Zivilgesetzbuch und Obligationenrecht übernahm), der Tschechoslowakei, in Serbien, Bosnien, Slowenien, Kroatien und Rumänien.

### Erläuterungen des Gesetzgebers (Materialien)
- Julius Ofner: Der Ur-Entwurf und die Berathungs-Protokolle des Österreichischen Allgemeinen bürgerlichen Gesetzbuches. Alfred Hölder, Wien 1887–1889.
  - Band 1. (Digitalisat) im Münchener Digitalisierungszentrum der Bayerischen Staatsbibliothek (enthält den Ur-Entwurf und die Erste Lesung des 1. und 2. Teiles)
  - Band 2. (Digitalisat) bei Google Books (enthält die Erste Lesung des 3. Teiles, die Revision und Superrevision des Entwurfs und nachträgliche Beratungen)
- Erläuterungen zu den drei Teilnovellen zum ABGB:
  - Nr. 2 der Beilagen zu den stenographischen Protokollen des Herrenhauses XXI. Session (1911) S. 55 ff (Digitalisat).
  - Nr. 78 der Beilagen zu den stenographischen Protokollen des Herrenhauses XXI. Session (1912) (Digitalisat).

### Kommentare
- Franz von Zeiller: Commentar über das allgemeine Bürgerliche Gesetzbuch für die gesammten Deutschen Erbländer der Oesterreichischen Monarchie. Geistinger, Wien/Triest 1811–1813. (Kommentar des Referenten, der das ABGB auf Grundlage des WGGB neu konzipiert und maßgeblich mitgestaltet hat)
  - Band 1. (Digitalisat bei Google Books) (Vorkenntnisse, §§ 1–284)
  - Band 2/1.Abtheilung. (Digitalisat bei Google Books) (§§ 285–530)
  - Band 2/2.Abtheilung. (Digitalisat bei Google Books) (§§ 531–858)
  - Band 3/1.Abtheilung. (Digitalisat bei Google Books) (§§ 859–1089)
  - Band 3/2.Abtheilung. (Digitalisat bei Google Books) (§§ 1090–1341)
  - Band 4. (Digitalisat bei Google Books) (§§ 1342–1502, Register).
- Moritz von Stubenrauch (Begründer): Das allgemeine bürgerliche Gesetzbuch. 8 Auflagen (umfassendster Kommentar des späten 19. Jahrhunderts zum gesamten ABGB, pandektistisch).
  - Moritz von Stubenrauch: Das allgemeine bürgerliche Gesetzbuch. 1. Auflage. Manz, Wien 1854–1858.
    - Band 1. (Digitalisat bei Google Books)
    - Band 2. (Digitalisat bei Google Books)
    - Band 3. (Digitalisat bei Google Books)

  - Moritz von Stubenrauch (Begründer), Max Schuster von Bonnott, Karl Schreiber (Hrsg.): Das allgemeine bürgerliche Gesetzbuch. 8. Auflage. Manz, Wien 1902–1903.
    - Band 1. (Digitalisat bei den Digitalen Sammlungen des MPILHLT)
    - Band 2. (Digitalisat bei den Digitalen Sammlungen des MPILHLT)
- Heinrich Klang (Begründer): Kommentar zum Allgemeinen bürgerlichen Gesetzbuch. 3 Auflagen (umfassendster Kommentar des 20. und 21. Jahrhunderts).
  - Heinrich Klang (Hrsg.): Kommentar zum Allgemeinen bürgerlichen Gesetzbuch. 1. Auflage. Verlag der österreichischen Staatsdruckerei, Wien 1933–1935.
  - Heinrich Klang, Franz Gschnitzer (Hrsg.): Kommentar zum Allgemeinen bürgerlichen Gesetzbuch. 2. Auflage. Verlag der österreichischen Staatsdruckerei, Wien 1951–1978.
  - Heinrich Klang (Begründer), Attila Fenyves, Ferdinand Kerschner, Andreas Vonkilch (Hrsg.): Kommentar zum Allgemeinen bürgerlichen Gesetzbuch. 3. Auflage. Verlag Österreich, Wien 2006–2023.

### Privatrechtsgeschichte des ABGB
- Franz Klein-Bruckschwaiger: 150 Jahre österreichisches ABGB. In: Juristenzeitung. (JZ). Bd. 18, Nr. 23/24, 1963, ISSN 0022-6882, S. 739–741.
- 200 Jahre ABGB (= Jus-Alumni-Magazin. 01/2011, ZDB-ID 2632957-8; PDF; 2,4 MB). LexisNexis, Wien 2011.
- Andreas Fijal, Winfried Ellerbrock: Das Österreichische ABGB vom 1. Juni 1811 – ein Jubiläum besonderer Art. In: Juristische Schulung. (JuS). Bd. 28, Nr. 7, 1988, ISSN 0022-6939, S. 519–523.
- Wilhelm Brauneder: Das österreichische ABGB als neuständische Zivilrechtskodifikation. In: Georg Klingenberg, Johannes Michael Rainer, Herwig Stiegler (Hrsg.): Vestigia Iuris Romani. Festschrift für Gunter Wesener zum 60. Geburtstag am 3. Juni 1992 (= Grazer rechts- und staatswissenschaftliche Studien. Bd. 49). Leykam, Graz 1992, ISBN 3-7011-8964-1, S. 67–80.
- Wilhelm Brauneder: Allgemeines Bürgerliches Gesetzbuch. In: Albrecht Cordes, Heiner Lück, Dieter Werkmüller, Ruth Schmidt-Wiegand (Hrsg.): Handwörterbuch zur deutschen Rechtsgeschichte. HRG. Band 1: Aachen – Geistliche Bank. 2., völlig überarbeitete und erweiterte Auflage. Schmidt, Berlin 2008, ISBN 978-3-503-07912-4, Sp. 146–155.
- Gunter Wesener: Zur Bedeutung des Usus modernus pandectarum für das österreichische ABGB. In: Friedrich Harrer, Heinrich Honsell, Peter Mader (Hrsg.): Gedächtnisschrift für Theo Mayer-Maly. Zum 80. Geburtstag. Springer, Wien u. a. 2011, ISBN 978-3-7091-0000-4, S. 571–592.
- Theo Mayer-Maly: Die Lebenskraft des ABGB. In: Österreichische Notariats-Zeitung. (NZ). 1986, ISSN 0029-9340, S. 265 ff.
- Attila Fenyves, Ferdinand Kerschner, Andreas Vonkilch (Hrsg.): 200 Jahre ABGB. Evolution einer Kodifikation. Rückblick – Ausblick – Methode. Verlag Österreich, Wien 2012, ISBN 978-3-7046-5773-2.

### Lehrbücher
- Helmut Koziol, Andreas Kletečka, Rudolf Welser: Grundriss des bürgerlichen Rechts. Band I: Allgemeiner Teil. Sachenrecht, Familienrecht., 14. Auflage, MANZ Verlag, Wien 2014, ISBN 978-3-214-14710-5
- Rudolf Welser, Brigitta Zöchling-Jud: Grundriss des bürgerlichen Rechts. Band II: Schuldrecht Allgemeiner Teil, Schuldrecht Besonderer Teil, Erbrecht., 14. Auflage, MANZ Verlag, Wien 2015, ISBN 978-3-214-14713-6
- Thomas Aigner, Peter Apathy, Ferdinand Kerschner, Andreas Riedler, Erika Wagner, Thomas Wolkerstorfer: Lehrbuchreihe Zivilrecht I - VIII, 4. Auflage, LexisNexis Verlag, Wien 2022, ISBN 978-3-7007-8499-9
- Peter Bydlinski, Silvia Dullinger, Bernhard Eccher, Lukas Herndl, Gert Iro, Ferdinand Kerschner, Brigitta Lurger, Martina Melcher, Christian Rabl, Andreas Riedler, Olaf Riss, Katharina Sagerer-Foric, Thomas Schoditsch, Manfred Umlauft: Lehrbuchreihe Bürgerliches Recht I - VIII, Verlag Österreich, Wien 2023, ISBN 978-3-7046-6466-2